# Tuolpagorni
Der Tuolpagorni liegt in Lappland (Schweden) und ist ein vorgelagerter Berg des Kebnekaise. Sein Name ist samischen Ursprungs. Aufgrund seines markanten Aussehens gehört er zu Schwedens mit am meisten fotografierten Natur-Objekten.
Der Tuolpagorni wendet der Kebnekaise-Fjällstation eine schroffe Felswand zu, die nur auf Kletterrouten durchstiegen werden kann. Von Norden ist er dagegen relativ einfach erreichbar. Man folgt dem Västra Leden auf den Weg zum Kebnekaise durch das Tal Kittelbäcken hindurch und hält sich dann linksseitig in Richtung Vieranvarri. Bis hierhin ist der nun sehr steile Geröll-Weg durch rote Punkte auf Steinen gekennzeichnet. Während es rechts in Richtung Kebnekaise weiter geht, muss sich der Wanderer linksseitig im weglosen Gelände auf Geröll seinen eigenen, etwa 200 Höhenmeter langen, Weg bis zum Gipfel suchen.
Vom Gipfel sind zum Beispiel der Kebnekaise, die Täler Laddjuvaggi und Singivaggi und bei guter Sicht der Sarek zu sehen.